# زمین‌لرزه دلو ۱۳۷۷ افغانستان
زمین‌لرزه افغانستان در تاریخ ۱۱ فوریه ۱۹۹۹ میلادی، برابر با ‎۲۲ بهمن ۱۳۷۷، ساعت ۱۴:۰۸:۵۱ به زمان یوتی‌سی در افغانستان رخ داد. ژرفای این زلزله ۳۶٫۷ کیلومتر بود، و بزرگی آن ۶ در مقیاس Mw اعلام شده‌است. زمین‌لرزه به وقت محلی در روز پنج‌شنبه، ساعت ۱۸٫۵ روی داده و منطقه زمانی آن یوتی‌سی +۴٫۵ بوده‌است.
سازمان زمین‌شناسی آمریکا نیز رومرکز این زمین‌لرزه را در مختصات ۳۴°۱۵′۳۲″شمالی ۶۹°۲۱′۵۰″شرقی / ۳۴٫۲۵۹°شمالی ۶۹٫۳۶۴°شرقی و ژرفای آنرا در ۳۳ کیلومتر گزارش کرده‌است. بزرگی برگزیدهٔ این سازمان از میان بزرگیهای محاسبه‌شدهٔ مختلف ۶ در مقیاس Mw بوده و از دید اثر، در میان چهار دسته‌بندی «نامحسوس»، «محسوس»، «زیان‌آور» یا «با تلفات»، زلزله را «با تلفات» اعلام کرده‌است. ۷۰۰۰ ساختمان در زمین‌لرزه خراب شده‌است.
پروژهٔ «تنسور گشتاور مرکزوار» زاویه‌های (راستا، شیب، ریک) گسل سازندهٔ زمین‌لرزه و صفحه عمود بر آنرا (°۱۹۴، °۶۶، °۵-) یا (°۲۸۶، °۸۵، °۱۵۶-) و نوع گسل را«امتدادلغز» فرارسانده‌است.
شمار کشتگان زلزله حدود ۷۰ نفر بوده‌است. تعداد زخمیان ۵۰۰ نفر برآورده شده‌است. بی‌خانمان شدگان نیز ۱۴۰۰۰ نفر اعلام شده‌است.